# Großer Hexenkopf
Der Große Hexenkopf ist ein 3314 m ü. A. hoher Berggipfel des Eichhamstocks in der Venedigergruppe in Osttirol (Österreich). Er liegt an der Grenze zwischen den Gemeinden Matrei in Osttirol und Prägraten am Großvenediger. Benachbarte Gipfel sind der Hohe Eichham im Süden und der Kleine Hexenkopf im Nordosten.

## Lage
Der Große Hexenkopf liegt im Norden des Eichhamstocks im Bereich der Kernzone des Nationalparks Hohe Tauern. Östlich befindet sich der Talkessel des Eissees mit der Eisseehütte und dem Timmeltal, im Nordosten das Löbbental mit der Badener Hütte und im Osten das Frosnitztal. Vom Kleinen Hexenkopf (3194 m ü. A.) ist der Große Hexenkopf am Nordostgrat durch die Hexenkopfscharte (3144 m ü. A.) getrennt, wobei das nördlich gelegene Garaneberkees hier bis zum Grat reicht. Das Garaneberkees erstreckt sich dabei zwischen der Weißspitze und den Seeköpfen bis zu den Hexenköpfen. Südöstlich des Großen Hexenkopfes, zwischen dem Südgrat und dem Nordostgrat bzw. zwischen den Hexenköpfen und dem Eichham erstreckt sich zudem das Hexenkees.

## Aufstiegsmöglichkeiten
Der Normalweg auf den Großen Hexenkopf führt über die Eisseehütte in das steile Kar zwischen Hexenkopf und Eichham bis knapp unter die nördliche Eichhamscharte. Danach erfolgt der Aufstieg über die Südwestflanke und den Südgrat in leichter Kletterei bei teilweise brüchigem Gestein bis zum Gipfel (Schwierigkeit I+ nach UIAA). Als weitere Anstiegsmöglichkeiten eignen sich der Nordostgrat, der als kürzester Klettergrat des Hexenkopfs eine Schwierigkeit von III aufweist. Zudem besteht die Möglichkeit den Hexenkopf über den Westgrat in langer Gratkletterei mit großteils festem Fels zu ersteigen (Schwierigkeit II+ nach UIAA).